# José Luis Vivaldi
José Luis Vivaldi Lugo (1948-1991) fue un botánico y zoólogo puertorriqueño. En 1979 obtuvo su doctorado en la Cornell University, defendiendo su tesis sobre la sistemática del género Malpighia L.
Desarrolló su labor científica en el Departamento de Recursos Naturales, en Puerta de Tierra (Puerto Rico).

## Libros
- 1980. The systematics of Malpighia L. (Malpighiaceae). Míchigan: Univ. Microfilms Internat.; Eds. Ann Arbor, ix + 510 pp.

- 1981. Vivaldi, J. L.; R. O. Woodbury, H. Díaz-Soltero. Status report on Goetzea elegans Wydler. U.S. Fish and Wildlife Service, Region 4, Office of Endangered Species. 48 pp.

- 1986. Compendio enciclopédico, vv. VII. Los peces de Puerto Rico. 487 pp.

- 1988. Vivaldi, J. L.; C. Paniagua Valverde (eds.) Compendio enciclopédico de los recursos naturales de Puerto Rico. San Juan (Puerto Rico): Librotex. Vol. 1: ISBN 0-934369-25-9; vol. 2: ISBN 0-934369-27-5.

## Honores
La planta Lobelia vivaldii Lammers & Proctor 1994 recuerda sus contribuciones a la historia natural de Puerto Rico.

### Eponimia
En su honor se bautizó con su nombre el Aviario del Bosque de Río Abajo (en Arecibo, Puerto Rico).
- La abreviatura «Vivaldi» se emplea para indicar a José Luis Vivaldi como autoridad en la descripción y clasificación científica de los vegetales.[2]